# Matt Flynn
 Matthew „Matt” Flynn (ur. 23 maja 1970 w Woodstock) – amerykański muzyk rockowy i perkusista, znany przede wszystkim z występów w pop rockowym zespole Maroon 5, w którym od 2006 zastąpił Ryana Dusicka.